# Brygghaug
Brygghaug est une localité du comté de Troms, en Norvège.

## Géographie
Administrativement, Brygghaug fait partie de la kommune de Tranøy.